# Дерван
Дерван (бл. 590  —636) — князь сорбів, один з вождів племінного союзу лужичан у 615—636 роках.

## Життєпис
Про нього відомо замало. Ймовірно був князем (вождем) одного з племен білих сербів, на чолі з яких прийшов з передгір'я Карпат. Став засновником невеличкої держави білих сербів, яких стали називати сорбами. Визнав зверхність Франкської держави.
Лише у 631 році після перемоги Само над франками на чолі з королем Дагобертом I у битві при Вогатізбурзі. Після цього Дерван повалив залежність франків, увійшовши до складу держави Само. У подальші роки разом з сусідніми племенами боровся проти франків. Після цього стає одним з очільників племінного союзу лужичан. Його брат, відомий серед дослідників як Невідомий князь, рушив до володінь Візантійської імперії.
Протягом 631–634 років в цілому успішно боровся проти Радульфа, герцога Тюрингії. Утім у 636 році загинув у битві з останнім. У результаті сорби знову потрапили в залежність від королівства франків. Про подальших князів сорбів нічого невідомо до часу початку панування Милидуха наприкінці VIII ст.